# أنتوني موريلي
أنتوني موريلي (بالإنجليزية: Anthony Morelli)‏ هو لاعب كرة قدم أمريكية أمريكي، ولد في 21 يونيو 1985.